# Phyllanthus stultitiae
Phyllanthus stultitiae är en emblikaväxtart som beskrevs av Airy Shaw. Phyllanthus stultitiae ingår i släktet Phyllanthus och familjen emblikaväxter. Inga underarter finns listade i Catalogue of Life.